# Jean Flori
Jean Flori (7 de abril de 1936 - 18 de abril de 2018) foi um historiador medieval francês. Ele foi diretor de pesquisa do Centre national de la recherche scientifique, e autor de livros sobre cavalaria e as cruzadas.